# Хенк Вилијамс
Хајрам Кинг Вилијамс (енгл. Hiram King Williams; Маунт Олив, Алабама (САД), 17. септембар 1923 — Оук Хил, Западна Вирџинија (САД), 1. јануар 1953), познатији као Хенк Вилијамс (енгл. Hank Williams), био је амерички кантри певач који се сматра једним од најутицајнијих личности у свету кантрија и музике уопште. Током свог кратког и бурног живота написао је и снимио велик број песама од којих се 35 нашло на топ-листама кантри музике (11 на првом месту).

## Почеци
Као тинејџер, Хајрам, који је већ тада променио своје крштено име у Хенк, често је свирао пред зградом једне радио-станице. Убрзо су га људи са те станице запазили и дали му да свира на њиховом радију. Допао се слушаоцима, па је добио термин од 15 минута двапут недељно да изводи своју музику. То је био камен темељац његове каријере. Од новца који је зарадио свирајући на радију оснива свој бенд по имену Drifting Cowboys. Са бендом је путовао по својо родној држави Алабами и свирао по клубовима и забавама. На крају је напустио школу да би могао да се посвети бенду и да путује са њима и у друге државе, а да истовремено стигне да води и своју радио-емисију.
Након уласка Америке у Други светски рат почиње тежак период за Хенка. Чланови његовог бенда су послати у рат (он је избегао мобилизацију због проблема са кичмом), а њихове замене нису остајале у бенду због Хенковог алкохолизма који је све више узимао маха. Чак је почео и да своју радио-емисију води у пијаном стању, због чега је на крају добио отказ од радио-станице. Једном приликом га је Рој Акаф, његов идол, упозорио на штетности алкохолизма: „Ти, момче, имаш глас од милион долара, али памет од десет центи.”

## '40-е
Године 1944, Хенк се жени Одри Шепард. Већ тада је био локална позната личност. 1945. се враћа на радио. Следеће године снима неколико синглова од којих су највећи хитови били „Never Again” и „Honky Tonkin'”. Наредних година следе нови хитови: „Move It On Over”, „Lovesick Blues” аутора Емета Милера, „Wedding Bells”, „My Bucket's Got a Hole in It”, „You're Gonna Change (Or I'm Gonna Leave)”... Поново окупља свој бенд, „Каубоје”, у новој постави. 1949. Доспева у Grand Ole Opry, познату концертну дворану у Нешвилу. Одри му рађа сина Рендала који ће такође бити кантри музичар и наступати под именом Хенк Вилијамс јуниор.

## '50-е
Вилијамс, иначе веома побожан човек, снима песме са религијским темама, и то под псеудонимом Luke the Drifter. У тим песмама акценат је био на текстовима, а неретко је стихове рецитовао уместо да их пева. Нарочит успех је постигла песма „The Funeral”, посебно код црначког дела публике.
Паралелно с тим Хенк је стварао нове комерцијалне хитове: „"I Just Don't Like This Kind of Livin'”, „Long Gone Lonesome Blues”, „Why Should We Try Anymore”, „They'll Never Take Her Love from Me”, „Moanin' the Blues”, као и песму „Cold, Cold Heart” која ће постати једна од његових најпознатијих хитова.
Године 1951, након што је доживео пад док је ловио у Тенесију, Хенку су поново (због старих проблема с кичмом) почели да се јављају болови у леђима, због чега је узимао пилуле против болова и морфин које је комбиновао са алкохолом. Све се више одаје алкохолу што резултује отказом у Grand Ole Opry. На концертима се често појављује пијан, или се чак дешавало да се уопште не појави. Због тога су му многи сарадници окретали леђа. У 1952. је снимио још неке песме које ће постати хитови, али његово здравствено стање се све више погоршавало; до краја те године су се јавили и срчани проблеми. У мају те године се развео од супруге, којој је рекао да неће поживети још годину дана без ње. Испоставиће се да је то била истина.

## Смрт
Био је 31. децембар 1952. Хенк је требало да одржи концерт у Чарлстону у Западној Вирџинији. Није могао да одлети тамо авионом због олује, па је унајмио возача да га вози на концерт.
У седам увече су возач и он одсели у једном хотелу у Ноксвилу у Тенесију. Хенк се није осећао добро па је позван доктор који му је дао две дозе витамина Б12 уз примесу морфина. Са возачем је напустио хотел око 22:45 и кренули су ка Западној Вирџинији, где су стигли око поноћи. Око седам сати ујутру возач је застао на једној бензинској пумпи да узме бензин, и приметио је да Хенк лежи непомично на задњем седишту. Опипао му је пулс и схватио да је певач мртав. Аутопсија је показала да је узрок смрти био неправилан рад десне срчане коморе.
Хенк Вилијамс је сахрањен 4. јануара 1953. у Монтгомери Аудиторијуму. Иронично, његов последњи сингл који је објавио за живота звао се „I'll Never Get Out of This World Alive” (Никада нећу напустити оват свет жив). Песма „Your Cheatin' Heart” је објављена после његове смрти и задржала се на првом месту топ-листе шест недеља.

## Наследство
Хенк је добитник многих признања за свој допринос америчкој музичкој сцени, од којих је нека добио постхумно. 1987. је ушао у Рокенрол кућу славних. Редовно се налазио на листама најбољих музичара свих времена које су објављивали различити музички магазини. Његове песме су обрађивали многи музичари, не само из света кантрија. Неки од њих су и Елвис Пресли, Боб Дилан, Вили Нелсон, Џони Кеш, Петси Клајн, Реј Чарлс, Шерил Кроу, Луис Армстронг, Ајзак Хејс...